# Italiaanse landbouw
In het Italië van na de Tweede Wereldoorlog is de landbouw steeds minder belangrijk geworden, zowel in haar aandeel in het bruto binnenlands product als in de werkgelegenheid. In de jaren 50 het laatste aandeel nog 43%, in deze jaren is dat minder dan 7%. Ondanks deze afname is de productie vanaf die jaren toegenomen. Dit hangt onder meer samen met processen als mechanisering. Haar aandeel in de Europese landbouwproductie is ongeveer 17%. 
Het afgenomen belang van de Italiaans landbouw hangt samen met de ontwikkeling eerst richting een geïndustrialiseerde samenleving, en later een service-economie met de opkomst van de tertiaire sector. Eind jaren 90 maakte de landbouw minder dan 6% van de werkgelegenheid uit, de industrie ongeveer 29%, en de tertiaire sector 65%.
De mechanisatie gaat hand in hand met de opkomst van de industrie, en dit proces begint in de jaren na de Tweede Wereldoorlog. Veel werk van boeren en dieren wordt overgenomen door machines. Dit proces werd versterkt door een politiek die gericht was op het aanmoedigen van bedrijfsinvesteringen. Italië kent van oudsher veel (adellijk) grootgrondbezit, waarbij pachters of arbeiders het meeste werk deden tegen een vaak geringe vergoeding. Deze groep was graag bereid het zware bestaan op het platteland te verruilen voor fabrieksarbeid. 
De productiviteit van de kleine Italiaanse landbouwbedrijven is altijd relatief laag gebleven, en de positie ervan in het algemeen zwak. Dit vindt zijn oorsprong vooral in het gegeven dat het kleine familiebedrijven met beperkte financiële middelen zijn, waar aan innovatie en modernisering relatief weinig aandacht besteed wordt. De concurrentiepositie van deze bedrijven verslechterde dus ten opzichte van die van de grotere landbouwbedrijven.

## Interventie
De structurele problemen in de landbouwsector en een verslechterende concurrentiepositie op een steeds meer globaliserende markt hebben deze sector tot een van de belangrijkste sectoren van staatsinterventie gemaakt. Hierin speelde in de jaren 50 en 60 de Europese Unie een belangrijke rol, met de ondersteuning van landbouwprijzen. Ook worden er graanoverschotten opgekocht, werkt men aan innovatie (o.a. ontwikkeling irrigatietechnieken), en wordt de landbouwsector met gunstige fiscale regels ontlast. In de jaren 60 worden 'vijfjarenplannen' ontwikkeld die de investeringsdrang van bedrijven moeten prikkelen. Deze politiek heeft tot protectionisme en zeer hoge kosten geleid, waardoor men overgegaan is tot directe steun aan de inkomens van boeren. In 2001 heeft de landbouwpolitiek 17,2 miljard euro gekost, waarvan 6,7 miljard van de EU afkomstig was. Op institutioneel vlak is het van belang dat de bevoegdheden van de nationale instanties naar de regionale overheden zijn overgeheveld.